# Безобразов Павло Володимирович
Безобразов Павло Володимирович (нар. 2 лютого 1859 —  1918) — російський історик та громадський діяч (син академіка  В. П. Безобразова і письменниці О. Д. Безобразової), приват-доцент  Московського університету, архіваріус  Державної Думи Росії. Закінчив із золотою медаллю  Царськосільську гімназію, вступив на історико-філологічний факультет до  Петербурзького університету.

## П.В.Безобразов як захисник тварин
Першим в історії  Росії опублікував книгу про права тварин, яка так і називається «Про права тварин» (1903). Відстоював також питання демократії та права жінок. Революційне значення книги П. В. Безобразова «Про права тварин» у розвитку екофілософської думки Росії важко переоцінити. Проаналізувавши велику зарубіжну літературу з цього приводу, вчений дійшов висновку, що всі тварини мають ряд прав. Автор так обґрунтовує наявність прав у тварин:
|  | Приймаючи, що тварина сама себе пізнає чуттєвим сприйняттям і відчуттям, що вона сама себе визначає із власної сили, переслідуючи у своїй діяльності чуттєві цілі, цим самим тваринам відкривають доступ в святилище права. Хоча тваринам не притаманне повне самопізнання і справжня свобода, все-таки вони розумні істоти і отже юридичні особи (...). Права тварин полягають в тому, що їм повинні бути надані всі умови для здійснення свого чисто тваринного життя (право на безболісне існування, право на необхідні засоби прожитку). |

Важливим моментом вчений вважає розвиток в людях співчуття і  гуманності:
|  | Дуже варто, дуже корисно розвивати в людстві співчуття. Не можна проповідувати часткову жалість, часткову любов (...). У боротьбі проти злих почуттів і злих дій маємо вдаватися тільки до одного засобу, до розвитку і посилення гуманності, розуміючи це слово в самому широкому сенсі. Під гуманністю (через брак покищо іншого виразу) треба розуміти любов і співчуття до всього живого, людей і тварин. |